# Váckisújfalu
Váckisújfalu község Pest vármegyében, a Váci járásban.

## Fekvése
Vác és Aszód közt nagyjából félúton fekszik, a két város térségét összekötő 2105-ös út és az Aszód–Vácrátót-vasútvonal mentén, a Némedi-patak völgyében. A szomszédos települések: északkelet felől Galgagyörk, kelet felől Galgamácsa, dél felől Vácegres, délnyugat felől Őrbottyán, északnyugat felől pedig Kisnémedi és Püspökszilágy. Nyugat felől a legközelebbi település Váchartyán, de a közigazgatási területeik kevés híján nem érintkeznek.
A települést az alábbi helyközi autóbuszjáratok érintik: 316, 342, 347, 348, 394, 450, 452, 454. A vasútnak egy megállója van itt, Váckisújfalu megállóhely, a belterület nyugati szélén, amelyet az Aszód-Vác viszonylatú S77-es vonatokkal lehet elérni.

## Története
Újfalu legelső okleveles említése III. András (1290-1301) király egyik többszörösen átírt oklevelében maradt ránk. Az 1332-1337-es pápai tizedjegyzékben szereplő Nova is Újfaluval azonosítható. Egy 1348-ban kelt oklevélben Páty (Poty), másként Újfalu megnevezés olvasható. 1378-ban, egy oklevélben Újfalu (Wyfalw) alakban említik a települést.
Az Árpád-kortól kezdve Újfalu a Zsidó nemzetség Galga menti birtok tömbjének a része. A Zsidó nemzetség honfoglalás kori, vagy Szent István kori eredetű.
A Zsidó nemzetségből leszármazó Csői, Nézsai, Mácsai és Zsidó családok itteni birtoklása végleg az 1470-es években szűnt meg, amikor I. Mátyás (1458-1490) király elkobozta és idegeneknek adományozta birtokaikat.
Hunyadi János kormányzó - a husziták elleni hadjárat során - 1451. október 10-én seregével áthaladt Újfalun és október 11-én táborba szállt.
A török hódítás elején, 1526-1541. között a falu elpusztult. Török haszonélvezői 1559-ben Ibrahim tímár-birtokos, Vác vári lovas, Hamza tímár-birtokos 1562-ben, Mehmed szpáhi 1580-ban és 1590-ben.
A XVI. században Újfalu magyar birtokosai a Szilassiak, kiterjedt rokonságukkal együtt. A csői vár és tartozékai között Újfalu is Corvin Jánosé volt haláláig (1504. október 12.), azután a Ráskay, a Bosnyák, a Balassa és a Koháry családban öröklődött a XVIII. század közepéig.
Újfalu újranépesedése szerény keretek között az 1670-1680-as években indult meg, de ezt elsöpörte a török alóli felszabadító háború. A község népessége, mely korunkig folyamatos, 1700-1701-ben érkezett a Koháryak telepítési akciója következtében. A II. Rákóczi Ferenc vezette kuruc szabadságharc alatt is gyér lakossággal rendelkezett Újfalu.
Kisújfalu 1715-ös összeírásában a nevek magyarok, az 1720-as jegyzékben feltűnnek a tót nevek, az 1728-as összeírásban tettenérhető a magyar családok elszlovákosodása, amely a Galga középső és felső folyása mentén további szlovák beköltözők révén más településen is megfigyelhető. Főleg Hont vármegye északi részéről érkeztek szökött jobbágyok Kisújfalura.
Grassalkovich I. Antal 1744-ben megvásárolta a Koháryaktól Kisújfalut 3000 forintért. Ettől kezdve a község a Grassalkovichok gödöllői uradalmába szervezve éli életét a 19. század közepéig.
Népe nagyjából fele-fele arányban evangélikus és római katolikus: 1828-ban 411, 1837-ben 455 és 1844-ben 439 lakos összesen. A római katolikus templom Szent András apostol tiszteletére szentelve Mácsa filiája ekkor. II. József (1780-1790) király türelmi rendelete után épülhetett meg az evangélikus imaház, Galgagyörk filiája.
Egy 1848-ban készült összeírás szerint 29 jobbágy család bírt a faluban 15,5 jobbágytelket, velük együtt élt még 32 házas zsellér. Báró Sina Simon földesúrral az úrbéri egyezség 1860-ban köttetett meg. Innen számítjuk a jobbágyfelszabadítást Kisújfaluban, mely még évekig eltartott. Egy belga bank kezére jutott azután a község, melytől Gosztonyi János vásárolta meg 1866-ban, aki itt majorságot létesített. A község a Gosztonyiak kezén volt 1945-ig.A parasztfalu jellegzetesen zárt élete a II. világháború után változott meg.
A helyi termelőszövetkezet, amely később a Galga vidék középső területének mezőgazdasági nagyüzemében, a Galgaparti Összefogás Mgtsz-be integrálódott, jól működő melléküzemágaival (nyomda, fröccsöntő üzem) jó megélhetést biztosított tagjainak.Az 1949-ben kiépített Galgamácsa-Váchartyán vasútvonal segítségével a mezőgazdaságból kiszoruló helyi polgárok a környező városokban találtak munkát.1950. december hónap 31. napjáig Vácegres közigazgatásilag Váckisújfaluhoz tartozott, majd 1969. évtől a rendszerváltásig közös tanácsként működött Galgamácsa és Vácegres községekkel, amelyekkel 1991. óta körjegyzőséget tart fenn.

## Közélete

### Polgármesterei
- 1990–1994: Nagy Mihály (független)[3]
- 1994–1998: Nagy Mihály (független)[4]
- 1998–2002: Nagy Mihály (független)[5]
- 2002–2006: Dr. Sajó Gyula Elek (független)[6]
- 2006–2010: Dr. Sajó Gyula Elek (független)[7]
- 2010–2014: Dr. Sajó Gyula Elek (független)[8]
- 2014–2019: Dr. Sajó Gyula Elek (független)[9]
- 2019–2024: Mráz István (független)[10]
- 2024– : Mráz István (független)[1]

## Népesség
A település népességének változása:
| Lakosok száma | 409  | 420  | 444  | 435  | 471  | 488  | 483  |
|               | 2013 | 2014 | 2018 | 2021 | 2022 | 2023 | 2024 |

A 2011-es népszámlálás során a lakosok 88,9%-a magyarnak, 0,2% bolgárnak, 1,2% németnek, 1,2% szlováknak mondta magát (11,1% nem nyilatkozott; a kettős identitások miatt a végösszeg nagyobb lehet 100%-nál). A vallási megoszlás a következő volt: római katolikus 33,9%, református 30,5%, evangélikus 1,8%, görögkatolikus 0,2%, felekezeten kívüli 5,5% (24,7% nem nyilatkozott).
2022-ben a lakosság 93,4%-a vallotta magát magyarnak, 0,8% szlováknak, 0,2% cigánynak, 0,2% ruszinnak, 0,2% horvátnak, 0,2% görögnek, 2,8% egyéb, nem hazai nemzetiségűnek (6,6% nem nyilatkozott; a kettős identitások miatt a végösszeg nagyobb lehet 100%-nál). Vallásuk szerint 29,3% volt római katolikus, 22,9% evangélikus, 5,9% református, 0,8% görög katolikus, 1,5% egyéb keresztény, 3,6% felekezeten kívüli (35,5% nem válaszolt).

## Nevezetességei
- Temetőjében nyugszik a magyar operajátszás őskorának kiemelkedő alakja Füredy Mihály.

## Külső hivatkozások
- Váckisújfalu az utazom.com honlapján
- https://www.facebook.com/groups/808796829491825/
- https://www.facebook.com/V%C3%A1ckis%C3%BAjfalu-k%C3%B6zs%C3%A9g-306574240004540/